# هارولد جونز
هارولد جونز (بالإنجليزية: Harold Spencer Jones)‏ (و. 1890 – 1960 م) هو عالم فلك، من المملكة المتحدة، وكان عضوًا في الجمعية الملكية، والأكاديمية الملكية السويدية للعلوم، والأكاديمية الأمريكية للفنون والعلوم، توفي في لندن، عن عمر يناهز 70 عاماً.

## التعليم
تعلم في Latymer Upper School ‏، وكلية يسوع ‏.

## جوائز
حصل على جوائز منها:
- وسام بروس (1949)
- الميدالية الذهبية للجمعية الفلكية الملكية (1943)
- قلادة ملكية
- فارس قائد رتبة الإمبراطورية البريطانية
- زميل في الجمعية الملكية.